# Eudorylas angustimembranus
Eudorylas angustimembranus är en tvåvingeart som beskrevs av Kozanek 1991. Eudorylas angustimembranus ingår i släktet Eudorylas och familjen ögonflugor.
Artens utbredningsområde är Nordkorea. Arten har ej påträffats i Sverige. Inga underarter finns listade i Catalogue of Life.